# Чемпионат России по баскетболу 2017/2018
Чемпионат России по баскетболу 2017/2018 является 5-м сезоном, проводимым под эгидой Единой лиги ВТБ, и 27-м Чемпионатом России. Также в этом сезоне серия плей-офф была заменена на новый формат определения чемпиона — «Финал четырёх», который прошел с 8 по 10 июня 2018 года. В 16-й раз подряд успех сопутствовал московскому ЦСКА.

## Участники
| Команда          | Город           | Арена                                  | Основан | в ВТБ |
| ---------------- | --------------- | -------------------------------------- | ------- | ----- |
| Енисей           | Красноярск      | МСК «Арена-Север»                      | 1981    | 2011  |
| Парма            | Пермь           | УДС «Молот» имени Виктора Лебедева     | 2012    | 2016  |
| Локомотив-Кубань | Краснодар       | Спортивный комплекс «Баскет-холл»      | 1946    | 2011  |
| Нижний Новгород  | Нижний Новгород | КРК «Нагорный»                         | 2000    | 2011  |
| Зенит            | Санкт-Петербург | СК «Юбилейный»                         | 2014    | 2014  |
| УНИКС            | Казань          | Спортивный комплекс «Баскет-холл»      | 1991    | 2009  |
| Химки            | Химки           | Баскетбольный центр Московской области | 1997    | 2008  |
| ЦСКА             | Москва          | Универсальный спортивный комплекс ЦСКА | 1924    | 2008  |
| Автодор          | Саратов         | ДС «Кристалл»                          | 1960    | 2014  |

## Результаты матчей
см. Единая лига ВТБ 2017/2018. Регулярный сезон, Единая лига ВТБ 2017/2018. Плей-офф

## Итоговая таблица
| Место | Клуб             |
| ----- | ---------------- |
| 1     | ЦСКА             |
| 2     | Химки            |
| 3     | Зенит            |
| 4     | УНИКС            |
| 5     | Локомотив-Кубань |
| 6     | Автодор          |
| 7     | Нижний Новгород  |
| 8     | Парма            |
| 9     | Енисей           |

### Медалисты
| Золото | Серебро | Бронза |
| ЦСКА Нандо Де Коло, Лео Вестерман, Виталий Фридзон, Семен Антонов, Павел Коробков, Серхио Родригес, Андрей Воронцевич, Уилл Клиберн, Михаил Кулагин, Виктор Хряпа, Никита Курбанов, Кайл Хайнс, Отелло Хантер, Алан Макиев Главный тренер: Димитрис Итудис | Химки Томас Робинсон, Алексей Швед, Тайлер Ханикатт, Егор Вяльцев, Руслан Патеев, Вячеслав Зайцев, Стефан Маркович, Дмитрий Соколов, Сергей Моня, Энтони Гилл, Марко Тодорович, Андрей Зубков, Джеймс Андерсон, Чарльз Дженкинс, Томас Малкольм Главный тренер: Георгиос Барцокас | Зенит Скотти Рейнольдс, Иван Лазарев, Сергей Карасёв, Никита Баринов, Артём Вихров, Антон Пушков, Евгений Воронов, Марко Симонович, Шейн Уиттингтон, Демонте Харпер, Малкольм Гриффин, Кайл Курич, Евгений Валиев, Дрю Гордон Главный тренер: Василий Карасёв |